# Saint-Rémy-au-Bois
Pour les articles homonymes, voir Saint-Rémy.
Ne doit pas être confondu avec Saint-Rémy-aux-Bois.
Saint-Rémy-au-Bois est une commune française située dans le département du Pas-de-Calais en région Hauts-de-France. Les habitants sont appelés les Saint-Rémygiens. La commune est membre de la communauté de communes des 7 Vallées.

## Géographie

### Localisation
Localisée dans le sud-ouest du département du Pas-de-Calais, Saint-Rémy-au-Bois est une commune rurale située, à vol d'oiseau, à 12 km à l'ouest de la commune d’Hesdin-la-Forêt et à 13 km au sud-est de la commune de Montreuil-sur-Mer (chef-lieu d'arrondissement).
Le territoire de la commune est limitrophe de ceux de six communes.
Les communes limitrophes sont Campagne-lès-Hesdin, Buire-le-Sec, Douriez, Gouy-Saint-André, Maintenay et Saulchoy.

### Géologie et relief
La superficie de la commune est de 4,05 km2 ; son altitude varie de 15  à   102 m.

### Hydrographie
La commune, située dans le bassin Artois-Picardie, est, selon le Service d'administration nationale des données et référentiels sur l'eau (Sandre), drainée par le Saulchoy, cours d'eau naturel non navigable de 4,28 km, qui prend sa source dans la commune de Gouy-Saint-André et qui se jette dans le canal de Dessèchement Amont au niveau de la commune de Saulchoy.

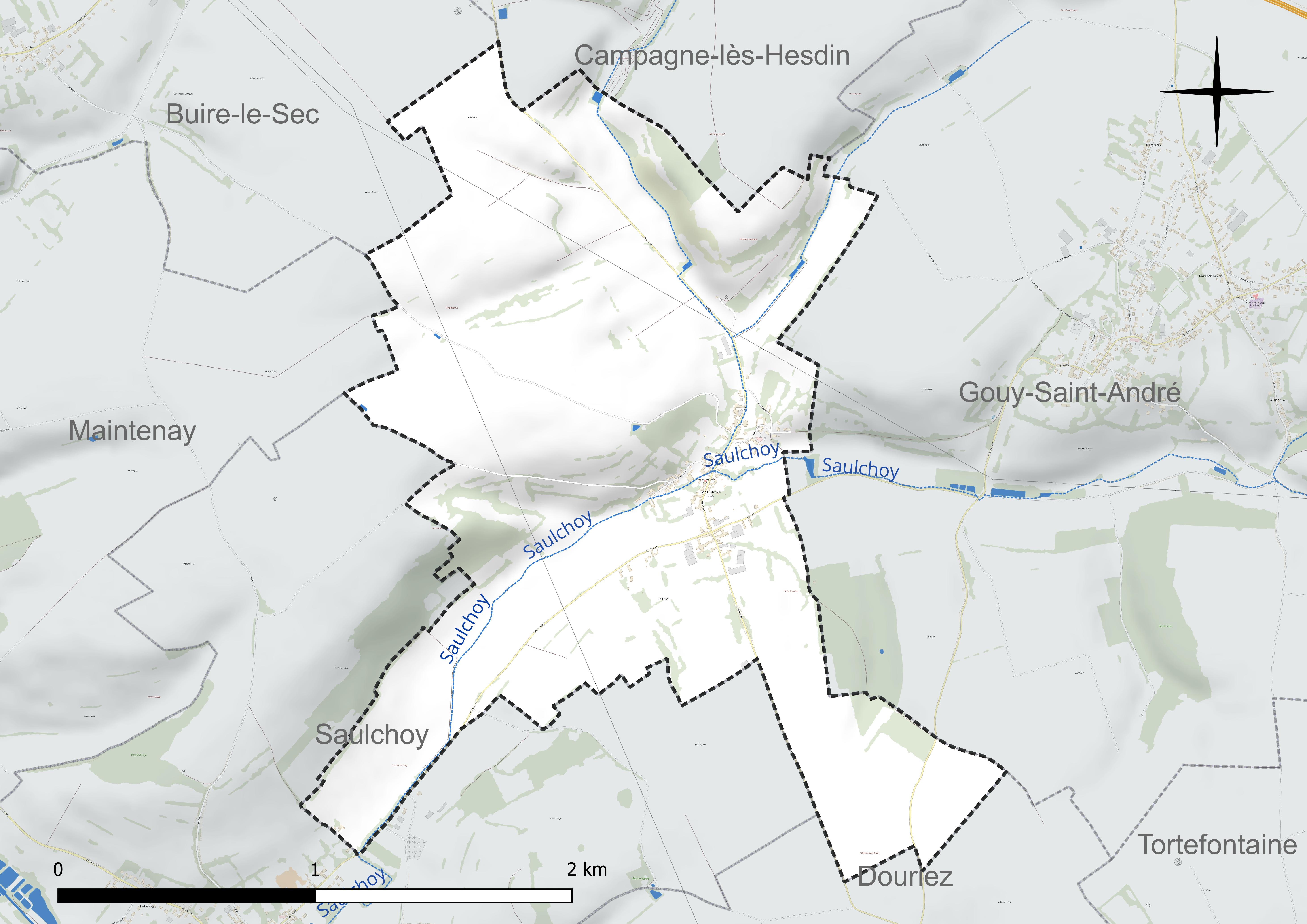
Réseau hydrographique de Saint-Rémy-au-Bois.

### Climat
Pour des articles plus généraux, voir Climat des Hauts-de-France et Climat du Nord-Pas-de-Calais.
En 2010, le climat de la commune est de type climat océanique franc, selon une étude du Centre national de la recherche scientifique (CNRS) s'appuyant sur une série de données couvrant la période 1971-2000. En 2020, Météo-France publie une typologie des climats de la France métropolitaine dans laquelle la commune est exposée à un climat océanique et est dans la région climatique Côtes de la Manche orientale, caractérisée par un faible ensoleillement (1 550 h/an) ; forte humidité de l’air (plus de 20 h/jour avec humidité relative > 80 % en hiver), vents forts fréquents.
Pour la période 1971-2000, la température annuelle moyenne est de 10,3 °C, avec une amplitude thermique annuelle de 13,1 °C. Le cumul annuel moyen de précipitations est de 906 mm, avec 12,9 jours de précipitations en janvier et 8,3 jours en juillet. Pour la période 1991-2020, la température moyenne annuelle observée sur la station météorologique la plus proche, située sur la commune de Humières à 24 km à vol d'oiseau, est de 10,9 °C et le cumul annuel moyen de précipitations est de 856,9 mm,. Pour l'avenir, les paramètres climatiques de la commune estimés pour 2050 selon différents scénarios d'émission de gaz à effet de serre sont consultables sur un site dédié publié par Météo-France en novembre 2022.

### Paysages
Pour un article plus général, voir Paysage en France.
La commune s'inscrit dans le « paysage du val d’Authie » tel que défini dans l’atlas des paysages de la région Nord-Pas-de-Calais, conçu par la direction régionale de l'Environnement, de l'Aménagement et du Logement (DREAL),.
Ce paysage, qui concerne 83 communes, se délimite : au sud, dans le département de la  Somme par le « paysage de l’Authie et du Ponthieu, dépendant de l’atlas des paysages de la Picardie et au nord et à l’est par les paysages du Montreuillois, du Ternois et les paysages des plateaux cambrésiens et artésiens. Le caractère frontalier de la vallée de l’Authie, aujourd’hui entre le Pas-de-Calais et la Somme, remonte au Moyen Âge où elle séparait le royaume de France du royaume d’Espagne, au nord.
Son coteau Nord est net et escarpé alors que le coteau Sud offre des pentes plus douces. À l’Ouest, le fleuve s’ouvre sur la baie d'Authie, typique de l’estuaire picard, et se jette dans la Manche. Avec son vaste estuaire et les paysages des bas-champs, la baie d’Authie contraste avec les paysages plus verdoyants en amont.
L’Authie, entaille profonde du plateau artésien, a créé des entités écopaysagères prononcées avec un plateau calcaire dont l’altitude varie de 100  à   163 m qui s’étend de chaque côté du fleuve. L’altitude du plateau décline depuis le pays de Doullens, à l'est (point culminant à 163 m), vers les bas-champs picards, à l'ouest (moins de 40 m). Le fond de la vallée de l’Authie, quant à lui, est recouvert d’alluvions et de tourbes. L’Authie est un fleuve côtier classé comme cours d'eau de première catégorie où le peuplement piscicole dominant est constitué de salmonidés. L’occupation des sols des paysages de la Vallée de l’Authie est composée pour 70 % en culture.

### Milieux naturels et biodiversité

#### Zones naturelles d'intérêt écologique, faunistique et floristique
L’inventaire des zones naturelles d'intérêt écologique, faunistique et floristique (ZNIEFF) a pour objectif de réaliser une couverture des zones les plus intéressantes sur le plan écologique, essentiellement dans la perspective d’améliorer la connaissance du patrimoine naturel national et de fournir aux différents décideurs un outil d’aide à la prise en compte de l’environnement dans l’aménagement du territoire.
Le territoire communal comprend une ZNIEFF de type 2 : la basse Vallée de l’Authie et ses versants entre Douriez et l’estuaire. Cette ZNIEFF forme une longue dépression au fond tourbeux  et offre plus de 4 000 hectares de marais, de prairies humides et d'étangs.

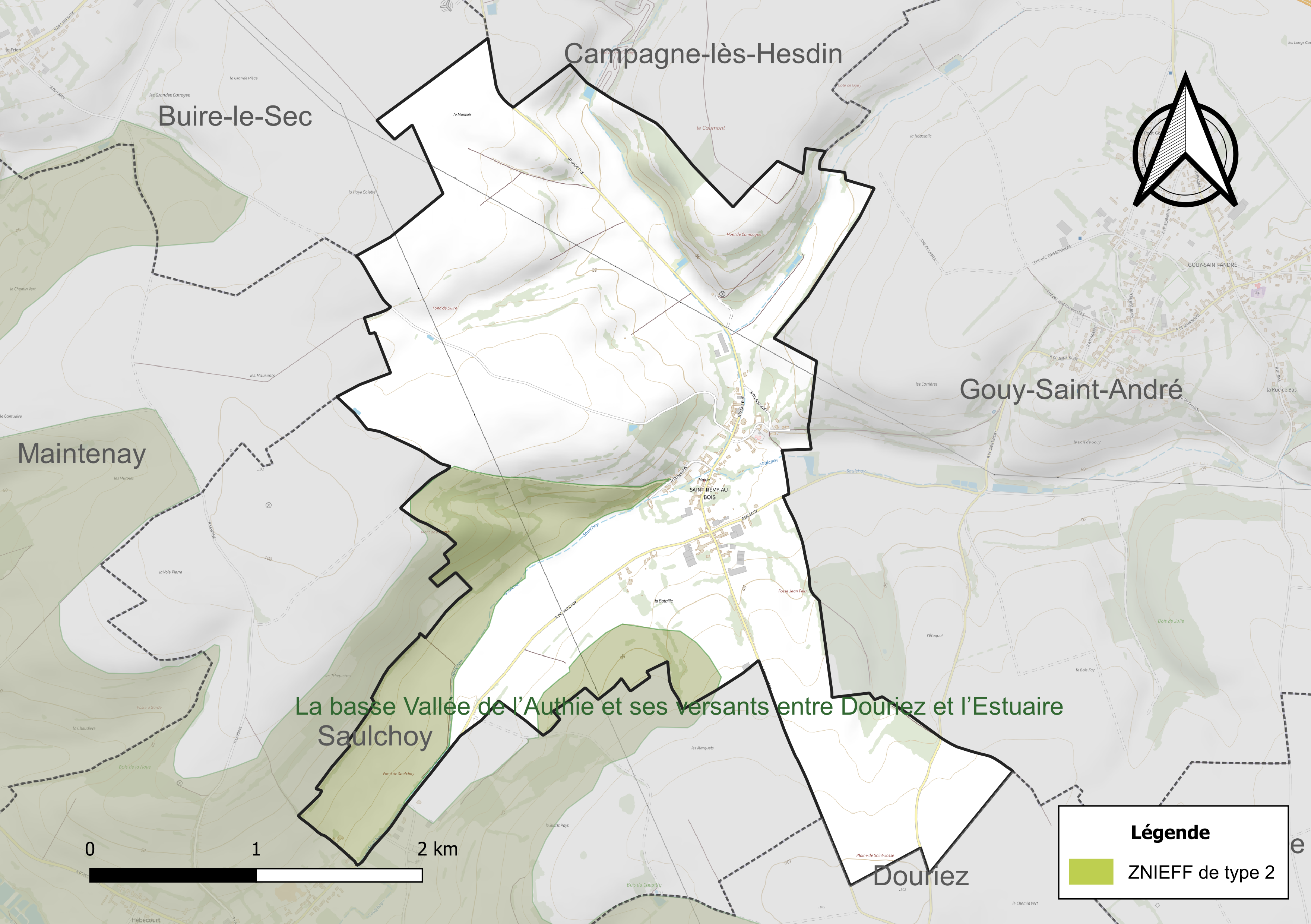
Carte de la ZNIEFF sur la commune.

#### Espèces faunistiques et floristiques
L’Inventaire national du patrimoine naturel (INPN) recense plusieurs espèces faunistiques et floristiques sur le territoire de la commune dont certaines sont protégées et d’autres menacées et quasi-menacées.

## Urbanisme

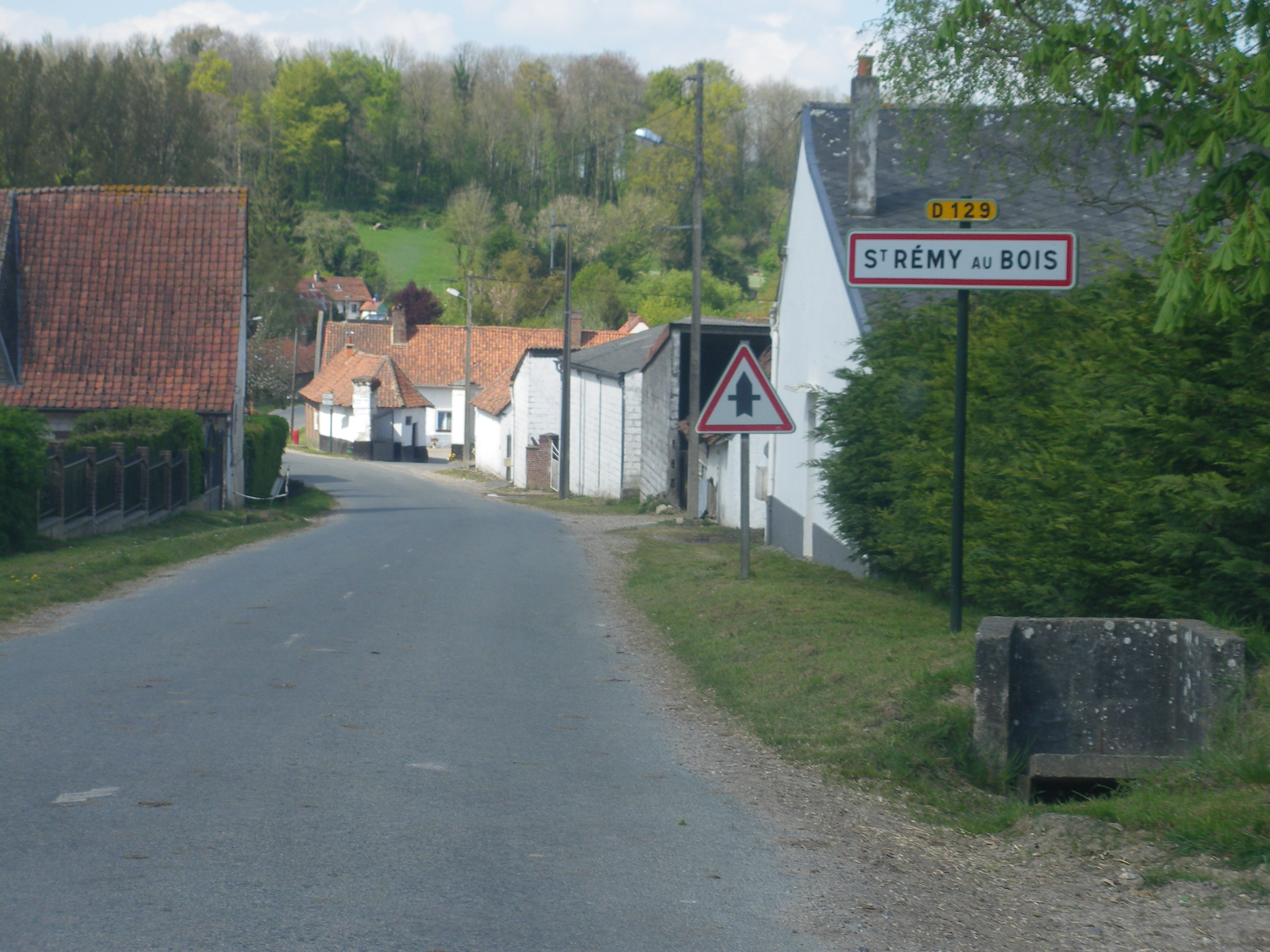
Une entrée de la commune.

### Typologie
Au 1er janvier 2024, Saint-Rémy-au-Bois est catégorisée commune rurale à habitat dispersé, selon la nouvelle grille communale de densité à sept niveaux définie par l'Insee en 2022.
Elle est située hors unité urbaine et hors attraction des villes,.

### Occupation des sols
L'occupation des sols de la commune, telle qu'elle ressort de la base de données européenne d’occupation biophysique des sols Corine Land Cover (CLC), est marquée par l'importance des territoires agricoles (100 % en 2018), une proportion identique à celle de 1990 (100 %). La répartition détaillée en 2018 est la suivante : 
terres arables (63,2 %), zones agricoles hétérogènes (21,4 %), prairies (15,5 %). L'évolution de l’occupation des sols de la commune et de ses infrastructures peut être observée sur les différentes représentations cartographiques du territoire : la carte de Cassini (XVIIIe siècle), la carte d'état-major (1820-1866) et les cartes ou photos aériennes de l'IGN pour la période actuelle (1950 à aujourd'hui).

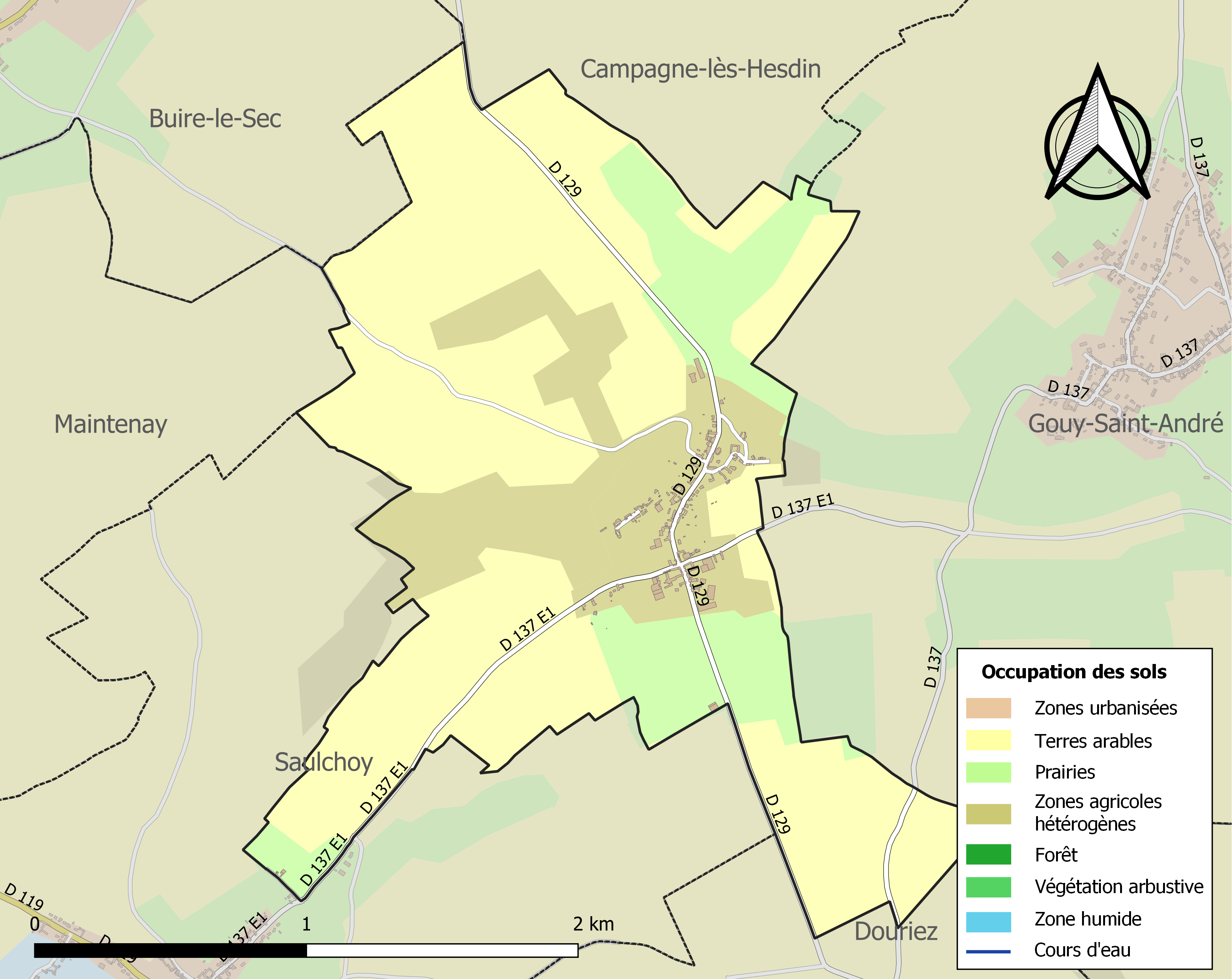
Carte des infrastructures et de l'occupation des sols de la commune en 2018 (CLC).

## Toponymie
Le nom de la localité est attesté sous les formes Remmia in pago Pontivo super Fluvium Alteie en 883 ; Sanctus Remigius in Nemore en 1247 ; Sanctus Remigius en 1250 ; Saint-Remy-au-Bos en 1370 ; Saint-Remi-ou-bos en 1429 ; Saint-Remy-au-Boys en 1476 ; Saint-Remy-au-Boos en 1478 ; Saint-Remy-aux-Bois au XVIIIe siècle ; Saint-Remy-au-Bois en 1789 ; L'Ami-de-la-Vertu et L'Amie-de-la-Vertu durant la Révolution française, Saint Remy au Bois en 1793 ; Remy-au-Bois et Saint-Rémy-au-Bois depuis 1801.
Saint-Rémy est un hagiotoponyme qui fait référence à Remi de Reims, saint sous lequel est placé le vocable de l'église.

## Histoire
D'après l'historien français Auguste de Loisne : « Saint-Remy-au-Bois, en 1789, dépendait, partie du bailliage d'Hesdin, partie de la sénéchaussée de Saint-Pol, et suivait la coutume d'Artois. Son église, diocèse d'Amiens, doyenné de Montreuil, secours de Saulchoy, était consacrée à saint Remi. Ancien prieuré de l'abbaye de Marmoutier, fondé au XIIe siècle et réuni, au siècle suivant, à celui de Maintenay. »

## Politique et administration

### Découpage territorial
La commune se trouve dans l'arrondissement de Montreuil du département du Pas-de-Calais.

#### Commune et intercommunalités
La commune a fait partie, de 1996 à 2013, de la communauté de communes du val de Canche et d'Authie et, depuis le 1er janvier 2014, elle fait partie de la communauté de communes des 7 Vallées qui regroupe 66 communes et totalise 29 425 habitants en 2022.

#### Circonscriptions administratives
La commune faisait partie du canton de Campagne-lès-Hesdin, depuis la loi du 22 décembre 1789 reprise par la constitution de 1791, qui divise le royaume (la République en septembre 1792), en communes, cantons, districts et départements.
Dans le cadre du redécoupage cantonal de 2014 en France, elle est maintenant rattachée, ainsi que toutes les communes de l'ancien canton de Campagne-lès-Hesdin, au canton d'Auxi-le-Château qui passe de 26 à 84 communes.

#### Circonscriptions électorales
Pour l'élection des députés, la commune fait partie, depuis 1986, de la quatrième circonscription du Pas-de-Calais.

### Élections municipales et communautaires

#### Liste des maires
| Période   | Période                    | Identité                    | Étiquette | Qualité                                         |
| --------- | -------------------------- | --------------------------- | --------- | ----------------------------------------------- |
| 1800      | 1806                       | Jacques Delalin             |           |                                                 |
| 1806      | 1828                       | Antoine François Vallière   |           |                                                 |
| 1828      | 1830                       | Philippe Honoré Delalin     |           |                                                 |
| 1830      | 1832                       | François Romain Belvallette |           |                                                 |
| 1832      | 1839                       | Louis Constantin Avisse     |           |                                                 |
| 1839      | 1843                       | Nicolas Martin Doremus      |           |                                                 |
| 1843      | 1871                       | Antoine François Vallière   |           |                                                 |
| 1871      | 1880                       | Albéric Fournier            |           |                                                 |
| 1880      | 1906                       | Georges Penet               |           |                                                 |
| 1906      | 1917                       | Eugène Belvallette          |           |                                                 |
| 1918      | 1923                       | Adolphe Warnet              |           |                                                 |
| 1923      | 1925                       | Georges Guilbart            |           |                                                 |
| 1925      | 1929                       | François Carpentier         |           |                                                 |
| 1929      | 1944                       | Octave Cavrel               |           |                                                 |
| 1944      | 1989                       | Auguste Lagache             |           |                                                 |
| 1989      | 2008                       | Claude Lagache              |           |                                                 |
| mars 2008 | En cours (au 5 avril 2022) | Patrick Desreumaux          | SE        | Cadre retraité, Réélu pour le mandat 2020-2026, |

## Population et société

### Démographie
Les habitants sont appelés les Saint-Rémygiens..

#### Évolution démographique
L'évolution du nombre d'habitants est connue à travers les recensements de la population effectués dans la commune depuis 1793. Pour les communes de moins de 10 000 habitants, une enquête de recensement portant sur toute la population est réalisée tous les cinq ans, les populations de référence des années intermédiaires étant quant à elles estimées par interpolation ou extrapolation. Pour la commune, le premier recensement exhaustif entrant dans le cadre du nouveau dispositif a été réalisé en 2004.

En 2022, la commune comptait 106 habitants, en évolution de +6 % par rapport à 2016 (Pas-de-Calais : −0,72 %, France hors Mayotte : +2,11 %).
| 1793 | 1800 | 1806 | 1821 | 1831 | 1836 | 1841 | 1846 | 1851 |
| ---- | ---- | ---- | ---- | ---- | ---- | ---- | ---- | ---- |
| 257  | 236  | 260  | 285  | 305  | 286  | 293  | 293  | 295  |

| 1856 | 1861 | 1866 | 1872 | 1876 | 1881 | 1886 | 1891 | 1896 |
| ---- | ---- | ---- | ---- | ---- | ---- | ---- | ---- | ---- |
| 252  | 244  | 239  | 255  | 244  | 216  | 196  | 180  | 171  |

| 1901 | 1906 | 1911 | 1921 | 1926 | 1931 | 1936 | 1946 | 1954 |
| ---- | ---- | ---- | ---- | ---- | ---- | ---- | ---- | ---- |
| 197  | 214  | 202  | 207  | 178  | 188  | 178  | 167  | 147  |

| 1962 | 1968 | 1975 | 1982 | 1990 | 1999 | 2004 | 2006 | 2009 |
| ---- | ---- | ---- | ---- | ---- | ---- | ---- | ---- | ---- |
| 167  | 163  | 122  | 118  | 100  | 111  | 121  | 125  | 113  |

| 2014 | 2019 | 2022 | - | - | - | - | - | - |
| ---- | ---- | ---- | - | - | - | - | - | - |
| 104  | 105  | 106  | - | - | - | - | - | - |

#### Pyramide des âges
En 2018, le taux de personnes d'un âge inférieur à 30 ans s'élève à 34,3 %, soit en dessous de la moyenne départementale (36,7 %). À l'inverse, le taux de personnes d'âge supérieur à 60 ans est de 31,5 % la même année, alors qu'il est de 24,9 % au niveau départemental.
En 2018, la commune comptait 54 hommes pour 49 femmes, soit un taux de 52,43 % d'hommes, largement supérieur au taux départemental (48,50 %).
Les pyramides des âges de la commune et du département s'établissent comme suit.
| Hommes | Classe d’âge | Femmes |
| ------ | ------------ | ------ |
| 0,0    | 90 ou +      | 0,0    |
| 5,5    | 75-89 ans    | 12,0   |
| 21,8   | 60-74 ans    | 24,0   |
| 23,6   | 45-59 ans    | 18,0   |
| 14,5   | 30-44 ans    | 12,0   |
| 16,4   | 15-29 ans    | 20,0   |
| 18,2   | 0-14 ans     | 14,0   |

| Hommes | Classe d’âge | Femmes |
| ------ | ------------ | ------ |
| 0,5    | 90 ou +      | 1,6    |
| 5,6    | 75-89 ans    | 8,9    |
| 16,7   | 60-74 ans    | 18,1   |
| 20,2   | 45-59 ans    | 19,2   |
| 18,9   | 30-44 ans    | 18,1   |
| 18,2   | 15-29 ans    | 16,2   |
| 19,9   | 0-14 ans     | 17,9   |

## Culture locale et patrimoine

### Lieux et monuments

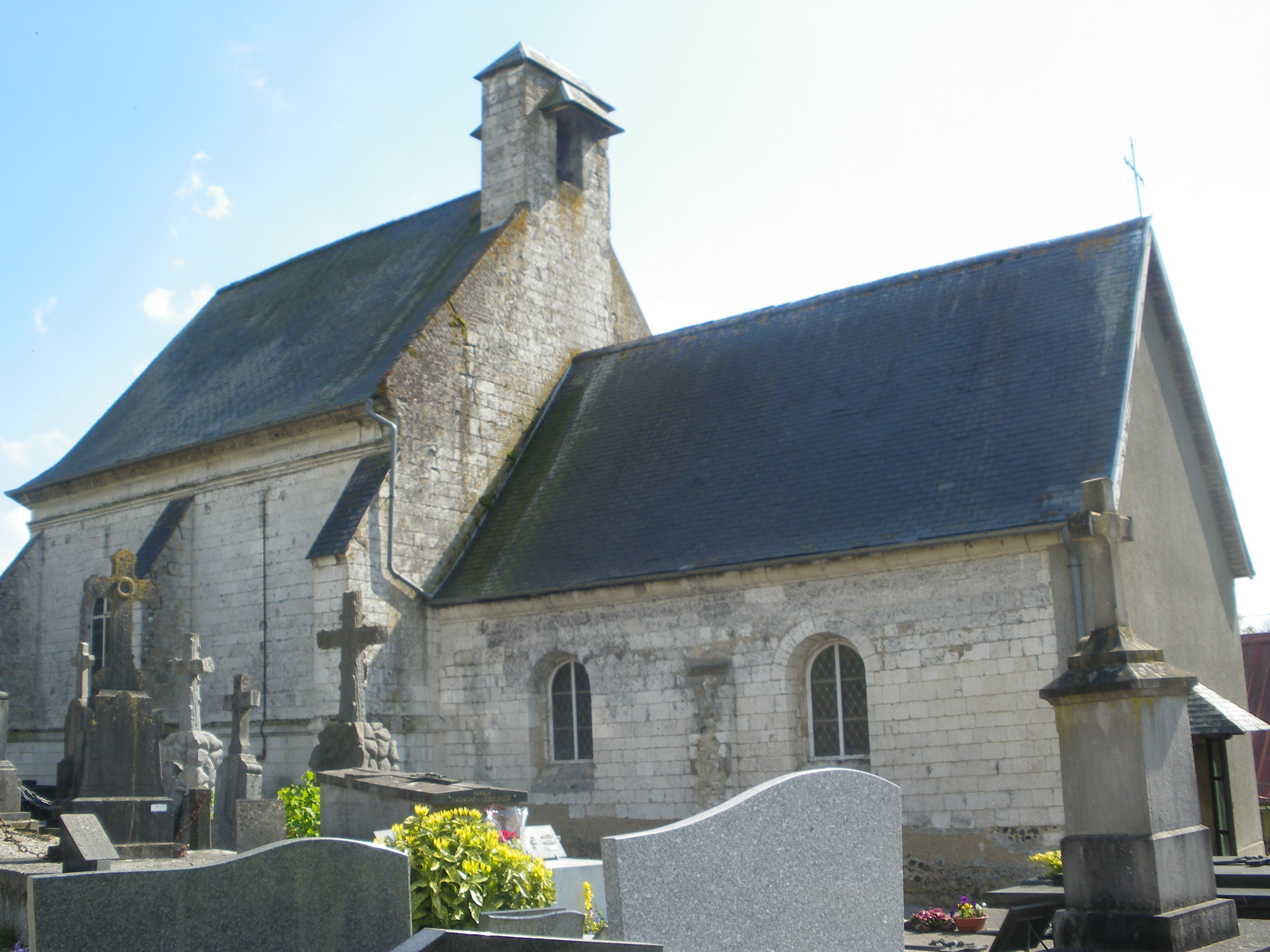
L'église Saint-Rémy.
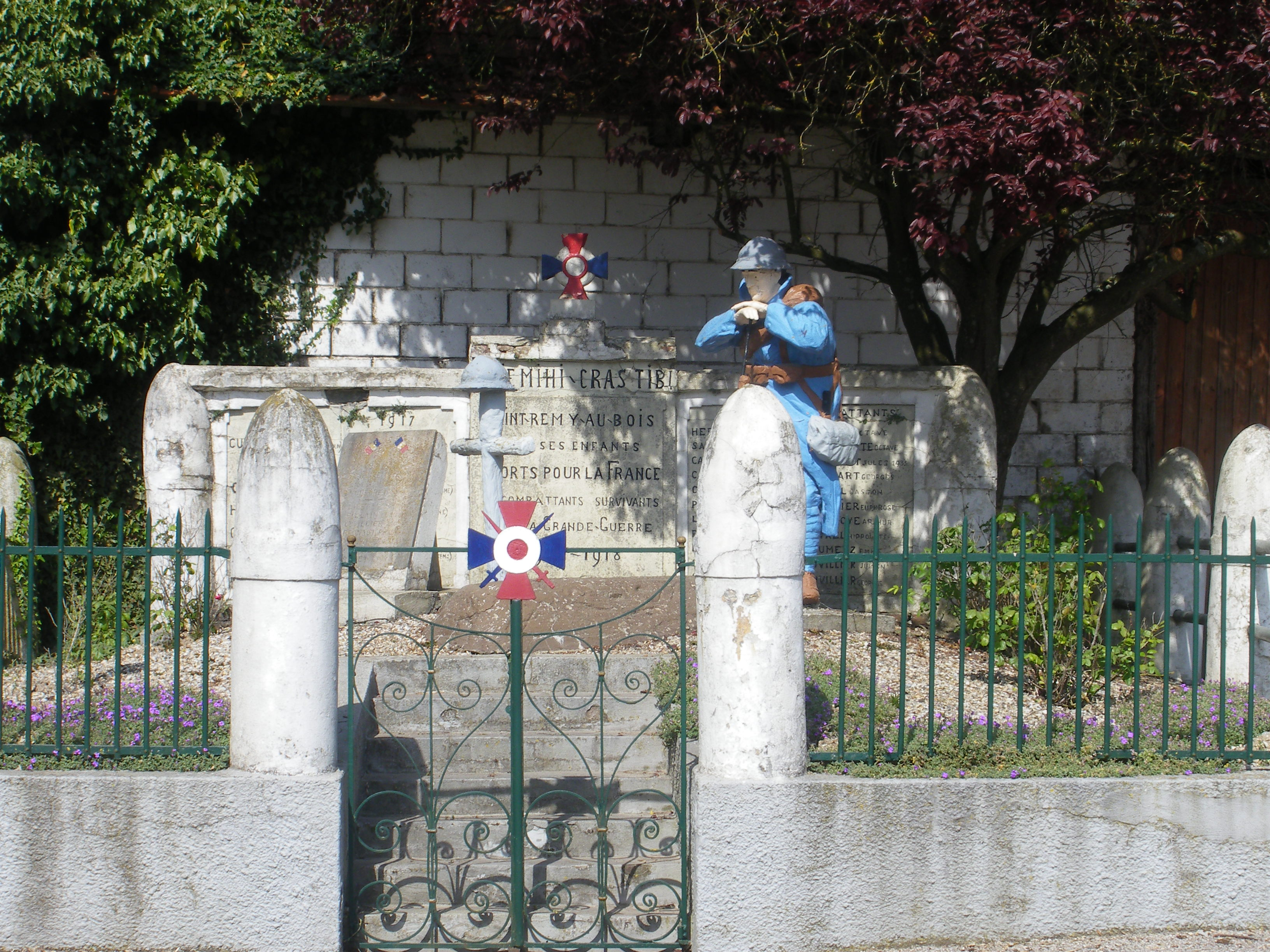
Le monument aux morts[30].

- L'église Saint-Rémy.
- Le monument aux morts.

### Héraldique
| Blason de Saint-Rémy-au-Bois | Blason  | D'argent à la barre d'azur accompagnée en chef d'une mitre de sinople et en pointe de trois arbres du même, ordonnés en orle. |
| Blason de Saint-Rémy-au-Bois | Détails | Les arbres symbolisent le bois, le blason est surmonté d'une mitre d'or, sans doute symbolisant saint Rémy.                   |

## Pour approfondir

#### Bases de données, dictionnaires et encyclopédies
- Ressources relatives à la géographie :   - Insee (communes)
  - Ldh/EHESS/Cassini
- Ressource relative à plusieurs domaines :   - Annuaire du service public français
- Notices d'autorité :   - BnF (données)